# بدون شکر

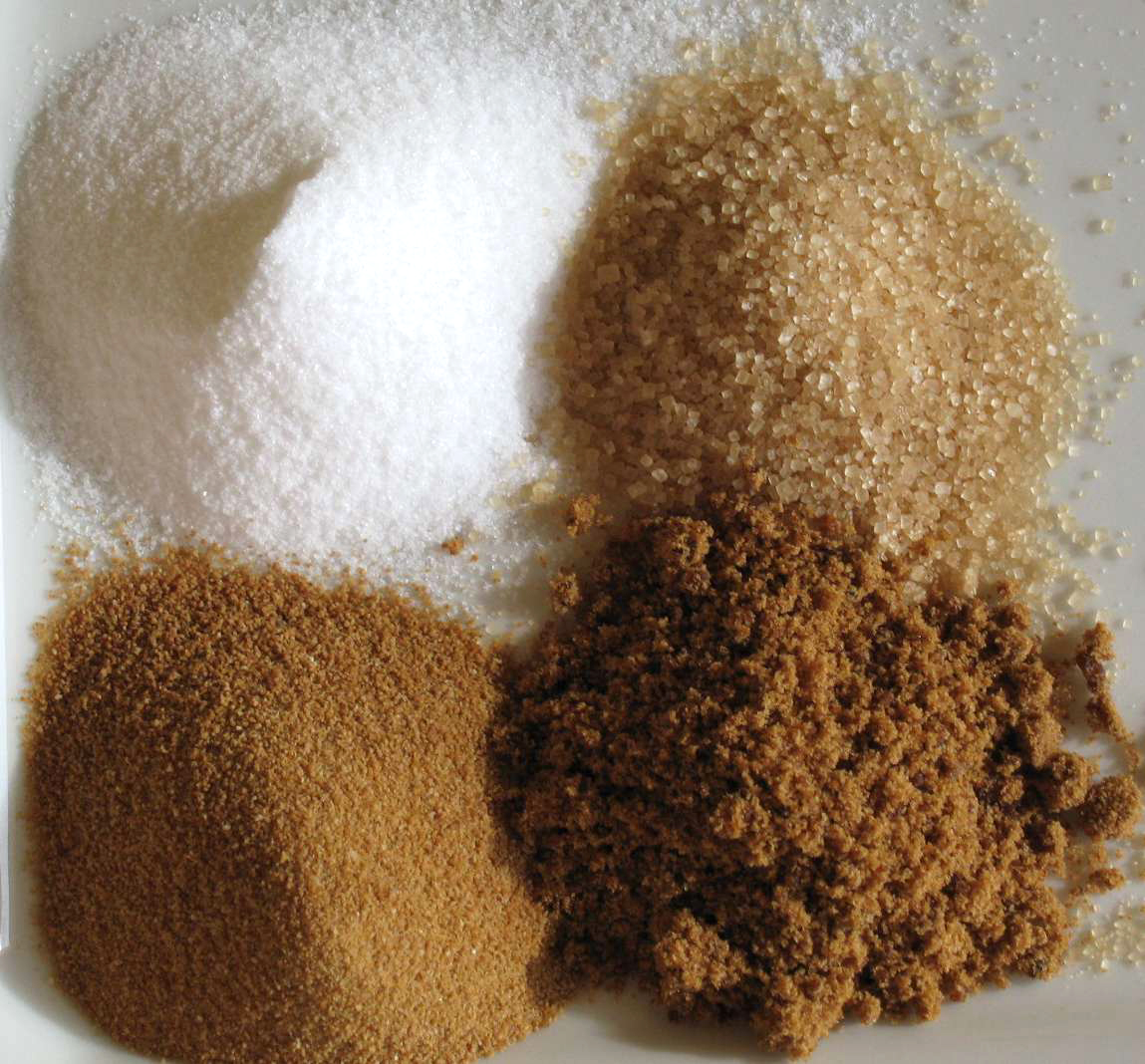
انواع شکر

همهٔ مونوساکاریدها و دی‌ساکاریدهای اضافه شده به مواد غذایی توسط تولید کننده، آشپز و یا مصرف کننده، به علاوه قند طبیعی موجود در شیره،عسل، و آب‌میوه توسط سازمان جهانی بهداشت و سازمان غذا و کشاورزی سازمان ملل در گزارش های مختلف به عنوان شکر افزوده‌شده تعریف شده است. این اصطلاح برای تشخیص بین قندهایی که به طور طبیعی در کربوهیدراتهای تصفیه‌نشدهٔ کامل مانند:برنج سبوس‌دار، پاستای گندم ،میوه و غیره وجود دارد،و قندها (یا کربوهیدرات‌هایی) که تا حدودی تصفیه شده‌اند(به طور طبیعی توسط انسان، اما گاهی نیز توسط حیوانات، مانند قندهای آزاد موجود در عسل) استفاده شده است .به آنها به عنوان «شکر» اشاره می‌شود، زیر شامل اشکال شیمیایی متعددی از جمله ساکارز،گلوکز، فروکتوز، دکستروز و غیره هستند.